# B (латиница)
B, b — вторая буква базового латинского алфавита. 
Буква используется практически во всех алфавитах на латинской основе. В большинстве языков называется «бэ», в английском и итальянском языках — «би».
Буква происходит от греческой буквы бета (Β, β). Обозначает согласный звук [b], иногда также [p], [v] и др.
| Египетский иероглиф «дом»   | Бет (фонетическое египетское письмо) | Греческая Бета | Этрусская B | B (латиница) |
| --------------------------- | ------------------------------------ | -------------- | ----------- | ------------ |
| Egyptian hieroglyphic house | Phoenician beth                      | Greek beta     | Etruscan B  | Roman B      |

| Название по-русски: Бэ. Код НАТО: Bravo (/ˈbɹɑvoʊ/, [браво]). Азбука Морзе: −··· |                   |                                     |        |
| \| ● \| ○ \| \| ● \| ○ \| \| ○ \| ○ \| Шрифт Брайля                              | Семафорная азбука | Флаги международного свода сигналов | Амслен |
| ●                                                                                | ○                 |                                     |        |
| ●                                                                                | ○                 |                                     |        |
| ○                                                                                | ○                 |                                     |        |

## Произношение
- [b] — в большинстве языков;
- [p] — в китайском (пиньинь), датском, исландском и эстонском языках;
- [ɓ] — во вьетнамском, коса и зулу;
- [ᵐb] — в фиджийском языке.

## Употребление в обозначениях
- В химии B — символ бора.
- В медицине B — группа крови, а также семейство витаминов.
- В физике: прописная B — вектор магнитной индукции, строчная b — постоянная Вина, а также прицельный параметр (см. рассеяние частиц).
- В информатике 0b — префикс для записи двоичных чисел.
- В музыке B — нота си-бемоль (по англо-американской системе обозначений — си)[1][2].
- В математике B0, B1, B2 и т. д. — числа Бернулли.